# Casatella romagnola
La casatella romagnola è un formaggio di tipo fresco e a pasta molle, prodotto con latte di mucca pastorizzato.
Di forma tondeggiante, con scalzo da 5 a 9 cm, 11-22 cm di diametro con un peso compreso tra i 200 g ai 2 kg.
La sua colorazione appare di un bianco avorio.
Si tratta di un formaggio senza crosta, dal sapore dolce e un po' acido.
La stagionatura richiede una settimana di tempo. Esiste anche la variante stagionata (circa un mese), con scorza color giallo sbiadito.
La casatella romagnola deriva dalla casatella trevigiana, prodotto veneto riconosciuto a denominazione di origine protetta (Reg. CE n. 487 del 02.06.08, GUCE L. 143 del 03.06.08).